# Іван IV (папа)
Іва́н IV  (лат. Ioannes; ? — 12 жовтня 642, Далмація, Лангобардське королівство) — сімдесят другий папа Римський (24 грудня 640—12 жовтня 642), за походженням далматинець, син схоласта Венанція. Був обраний папою після 4 місяців з дня смерті папи Северина. Вважається, що він отримав затвердження візантійського імператора Іраклія.
Турбуючись за рідну землю, яка зазнала нападу слов'ян, Іван IV доклав багато зусиль, допомагаючи своїм землякам. Він послав до Далмації та Істрії абата Мартина зі значною сумою грошей для викупу бранців із неволі. Позаяк християнські церкви тоді було неможливо відбудувати, Іван IV наказав вивезти мощі найповажніших далматинських святих до Риму. Боровся з єресями пелагіан і монофелітів.